# Aleksander Władysław Strauss
Aleksander Władysław Strauss (ur. 4 grudnia 1834 r. w Wilnie, zm. 18 grudnia 1896 r. tamże) – polski malarz, dekorator teatralny, fotograf i działacz społeczny.

## Życiorys
Urodzony 4 grudnia 1834 r. w Wilnie, wywodził się z wileńskiej rodziny szlacheckiej wyznania ewangelickiego. Jego ojcem był burmistrz Wilna Marcin Strauss, a matką Wilhelmina z domu Ruif. Przyrodni brat Emilii i brat Roberta i Edwarda.
Już w szkole wykazywał zdolności rysunkowe. W latach 1851–1853 kształcił się pod kierunkiem wileńskiego malarza Jana Moraczyńskiego, po czym wyjechał na studia plastyczne na akademii sztuk pięknych w Petersburgu. Po pierwszym kwartale nauki zdał egzamin uprawniający do nauczania rysunku w gimnazjach rządowych. Studia ukończył w 1857 r. z wynikiem bardzo dobrym i zdecydował się wrócić do Wilna. W ciągu kolejnych trzech lat namalował na zlecenie wiele portretów, jednocześnie w 1858 r. został głównym scenografem wileńskiego teatru. W 1860 r. objął posadę nauczyciela rysunków w Instytucie Szlacheckim w Wilnie, nauczał także w Szkole Żeńskiej im. Najjaśniejszej Pani.
Po zamknięciu w 1864 r. przez władze teatru polskiego nie podjął współpracy z powstałym w jego miejsce teatrem rosyjskim i jesienią otworzył razem z Jarosławem Brzozowskim zakład fotograficzny, który od 1880 r. prowadził samodzielnie. Prawdopodobnie w 1868 r. otworzył zakład fotograficzny w Kownie. W 1882 r. na wystawie przemysłu i sztuki w Moskwie uzyskał za swoje fotografie brązowy medal. Około 1885 r. zbył zakład w Kownie. Jego uczniami w dziedzinie fotografii byli Edward, Henryk i Wacław Mistowt-Czyżowie, Stanisław Filibert Fleury i Adam Darkszy.
W 1880–1888 był ławnikiem magistratu, angażował się w działalność społeczną, zasiadając w licznych komitetach. Szczególnie zaangażowany w działalność komitetu ogrodowego, z którego inicjatywy i według jego własnych projektów utworzono w Wilnie ogród publiczny w ogrodzie pobernardyńskim i Cielętniku oraz na skwerach nad Wilenką. Zaangażowany w prace przy renowacji wileńskich kościołów św. Jana, św. św. Jakuba i Filipa oraz św. Rafała. Udzielał się przy organizacji wileńskich wystaw rolniczo-przemysłowych w latach 1885, 1887, 1888, 1891, 1893 i 1895.
Zmarł 18 grudnia 1896 r. w Wilnie i został pochowany 21 grudnia na cmentarzu ewangelickim.
Jego prace znajdują się w Muzeum Narodowym w Warszawie, Muzeum Historii Fotografii w Krakowie i bibliotece Uniwersytetu Technicznego w Kownie.